# Jaël Bestué
Jaël-Sakura Bestué Ferrera (San Cugat del Vallés, 24 de septiembre de 2000) es una deportista española que compite en atletismo, especialista en las carreras de velocidad. Tiene los récords de España de 200 m y del relevo 4 × 100 m.
Ganó una medalla de plata en los Relevos Mundiales 2025 y una medalla de bronce en los Juegos Europeos de Cracovia 2023, ambas en la prueba de 4 × 100 m.

## Trayectoria deportiva
Jaël Bestué nació en Barcelona en el año 2000. Su familia paterna procede de Annobón (Guinea Ecuatorial). Comenzó a practicar el atletismo en el colegio, como actividad extraescolar, y se centró en la velocidad a partir de los 13 años, de la mano de su entrenador Ricardo Diéguez.
Su primer éxito internacional le llegó a los 16 años, cuando fue la medalla de plata en los 200 metros del Campeonato Mundial de Atletismo Sub-18 de 2017, batiendo en la final la mejor marca de España juvenil con 23.61. Ese año también batió la mejor marca de España sub-18 de 100 metros (11.70), así como la de 200 m en pista cubierta (24.01).
En 2018, aún con 17 años, consiguió sus primeras medallas nacionales en categoría absoluta, ambas en los 200 metros. Fue subcampeona de España en pista cubierta y campeona de España al aire libre. En ambas finales batió los récords de España sub-20, con tiempos de 23.84 (en pista cubierta) y 23.31 (al aire libre). Su marca al aire libre la llevó a participar por primera vez en el Campeonato de Europa absoluto, si bien no pasó de la primera ronda en los 200 m.
Inició 2019 con un nuevo éxito al proclamarse campeona de España en pista cubierta, esta vez en los 60 metros. Previamente había vuelto a batir los récords nacionales en pista cubierta sub-20 de 60 m (7.32) y 200 m (23.67). Además, fue seleccionada para participar en la prueba de 60 m del Campeonato de Europa en pista cubierta, donde de nuevo no consiguió pasar de la primera ronda. Al aire libre consiguió una nueva medalla internacional, el bronce en los 100 m del Campeonato de Europa Sub-20; además, batió el récord de España sub-20 de la prueba en las series, récord que llevaba ya 35 años vigente. También consiguió un nuevo récord de España sub-20 en la semifinal del relevo 4 x 100 (junto con Elena Daniel, María Vicente y Aitana Rodrigo), pero un error en la entrega del testigo hizo que fueran descalificadas en la final. En categoría absoluta, formó parte del equipo español en el Campeonato Europeo por Equipos donde, pese a llegar con solo la novena mejor marca de las doce participantes en los 100 metros, consiguió terminar cuarta.
En 2021, tras superar una larga lesión, participó en el Campeonato de Europa Sub-23, donde consiguió la cuarta plaza en la final de 100 m y la medalla de plata con el relevo 4 x 100. En los Juegos Olímpicos, en cambio, no consiguió pasar de la primera ronda pese a mejorar su marca personal.
En 2022 tomó parte en el equipo español de 4 × 100 m en el Campeonato del Mundo, logrando batir el récord de España en la semifinal y nuevamente en la final, donde obtuvieron el quinto puesto.
En 2023 consiguió ser la primera mujer española en correr la final de los 60 m en un Campeonato de Europa en pista cubierta, donde terminó octava. En verano formó parte de la selección española en los Juegos Europeos, ganando el bronce con el relevo 4 × 100 m y consiguiendo la cuarta plaza en la prueba individual de 100 m. Logró clasificarse para participar en tres pruebas del Campeonato del Mundo y alcanzar las semifinales tanto en los 100 m como en los 200 m, pero no pudo repetir la final del año anterior en el 4 × 100 m.
En 2024 consiguió acceder a su primera final individual en la alta competición, la de los 200 m del Campeonato de Europa, donde fue séptima. También corrió la final de los 4 × 100 m, terminando en quinta posición.
En 2025 volvió a participar en los 60 m del Campeonato de Europa en pista cubierta, pero en esta ocasión no logró pasar de semifinales. En Relevos Mundiales consiguió la medalla de plata en el relevo 4 × 100 m (junto con Esperança Cladera, Paula Sevilla y María Isabel Pérez), por detrás del cuarteto del Reino Unido. En esa misma competición batió la plusmarca de España del 4 × 100 m en la serie de clasificación (42,18). En verano participó en el Campeonato de Europa por Equipos, donde volvió a batir con sus compañeras el récord de 4 × 100 m y también el récord de 200 m, en poder de Sandra Myers desde 1990, con una marca de 22.19 que, además, fue récord de los campeonatos y mejor marca europea del año.
Estudió Medicina en la Universidad de Barcelona.

## Palmarés internacional
| Relevos Mundiales | Relevos Mundiales | Relevos Mundiales | Relevos Mundiales |
| Año               | Lugar             | Medalla           | Prueba            |
| ----------------- | ----------------- | ----------------- | ----------------- |
| 2025              | Cantón (China)    | Medalla de plata  | 4 × 100 m         |
| Juegos Europeos   |                   |                   |                   |
| Año               | Lugar             | Medalla           | Prueba            |
| 2023              | Chorzów (Polonia) | Medalla de bronce | 4 × 100 m         |

## Competiciones internacionales
| Representando a España \| Año \| Competición \| Sede \| Puesto \| Prueba \| Marca \| \| ---- \| -------------------------------------- \| -------------- \| ----------------- \| --------- \| ---------- \| \| 2016 \| Campeonato Europeo Juvenil \| Tiflis \| 4.º \| 200 m \| 24.13 \| \| 2017 \| Campeonato Mundial Sub-18 \| Nairobi \| Medalla de plata \| 200 m \| 23.61 \| \| 2017 \| Campeonato Europeo Sub-20 \| Grosseto \| 7.º \| 4 × 100 m \| 45.33 \| \| 2018 \| Campeonato Mundial Sub-20 \| Tampere \| 11.º (sf.) \| 200 m \| 23.70 \| \| 2018 \| Campeonato de Europa \| Berlín \| 19.º (s.) \| 200 m \| 23.92 \| \| 2019 \| Campeonato de Europa en pista cubierta \| Glasgow \| 26.º (s.) \| 60 m \| 7.41 \| \| 2019 \| Campeonato Europeo Sub-20 \| Borås \| Medalla de bronce \| 100 m \| 11.59[n 1] \| \| 2019 \| Campeonato Europeo Sub-20 \| Borås \| DQ (f.) \| 4 × 100 m \| -- \| \| 2019 \| Campeonato Europeo por Equipos \| Bydgoszcz \| 4.º \| 100 m \| 11.61 \| \| 2019 \| Campeonato Europeo por Equipos \| Bydgoszcz \| 5.º \| 4 × 100 m \| 43.94 \| \| 2021 \| Campeonato de Europa Sub-23 \| Tallin \| 4.º \| 100 m \| 11.52 \| \| 2021 \| Campeonato de Europa Sub-23 \| Tallin \| Medalla de plata \| 4 × 100 m \| 43.74[n 2] \| \| 2021 \| Juegos Olímpicos \| Tokio \| 24.º (s.) \| 200 m \| 23.19 \| \| 2022 \| Campeonato Mundial \| Eugene \| 5.ª \| 4 × 100 m \| 42.58 \| \| 2022 \| Campeonato de Europa \| Múnich \| 12.ª (sf.) \| 100 m \| 11.40 \| \| 2022 \| Campeonato de Europa \| Múnich \| 4.ª \| 4 × 100 m \| 43.03 \| \| 2023 \| Campeonato de Europa en Pista Cubierta \| Estambul \| 8.ª \| 60 m \| 7.28 \| \| 2023 \| Juegos Europeos \| Chorzów \| 4.ª \| 100 m \| 11.25 \| \| 2023 \| Juegos Europeos \| Chorzów \| Medalla de bronce \| 4 × 100 m \| 43.13 \| \| 2023 \| Campeonato Mundial \| Budapest \| 21.ª (sf.) \| 100 m \| 11.25 \| \| 2023 \| Campeonato Mundial \| Budapest \| 13.ª (sf.) \| 200 m \| 22.60 \| \| 2023 \| Campeonato Mundial \| Budapest \| 11.ª (s.) \| 4 × 100 m \| 42.96 \| \| 2024 \| Campeonato de Europa \| Roma \| 7.ª \| 200 m \| 22.93 \| \| 2024 \| Campeonato de Europa \| Roma \| 5.ª \| 4 × 100 m \| 42.84 \| \| 2025 \| Campeonato de Europa en Pista Cubierta \| Apeldoorn \| 16.ª (sf.) \| 60 m \| 7.22 \| \| 2025 \| Relevos Mundiales \| Cantón (China) \| Medalla de plata \| 4 × 100 m \| 42.28[n 3] \| \| 2025 \| Campeonato de Europa por Equipos \| Madrid \| 2.º [n 4] \| 4 × 100 m \| 42.11 \| \| 2025 \| Campeonato de Europa por Equipos \| Madrid \| 1.º [n 4] \| 200 m \| 22.19 EL \| | Representando a España \| Año \| Competición \| Sede \| Puesto \| Prueba \| Marca \| \| ---- \| -------------------------------------- \| -------------- \| ----------------- \| --------- \| ---------- \| \| 2016 \| Campeonato Europeo Juvenil \| Tiflis \| 4.º \| 200 m \| 24.13 \| \| 2017 \| Campeonato Mundial Sub-18 \| Nairobi \| Medalla de plata \| 200 m \| 23.61 \| \| 2017 \| Campeonato Europeo Sub-20 \| Grosseto \| 7.º \| 4 × 100 m \| 45.33 \| \| 2018 \| Campeonato Mundial Sub-20 \| Tampere \| 11.º (sf.) \| 200 m \| 23.70 \| \| 2018 \| Campeonato de Europa \| Berlín \| 19.º (s.) \| 200 m \| 23.92 \| \| 2019 \| Campeonato de Europa en pista cubierta \| Glasgow \| 26.º (s.) \| 60 m \| 7.41 \| \| 2019 \| Campeonato Europeo Sub-20 \| Borås \| Medalla de bronce \| 100 m \| 11.59[n 1] \| \| 2019 \| Campeonato Europeo Sub-20 \| Borås \| DQ (f.) \| 4 × 100 m \| -- \| \| 2019 \| Campeonato Europeo por Equipos \| Bydgoszcz \| 4.º \| 100 m \| 11.61 \| \| 2019 \| Campeonato Europeo por Equipos \| Bydgoszcz \| 5.º \| 4 × 100 m \| 43.94 \| \| 2021 \| Campeonato de Europa Sub-23 \| Tallin \| 4.º \| 100 m \| 11.52 \| \| 2021 \| Campeonato de Europa Sub-23 \| Tallin \| Medalla de plata \| 4 × 100 m \| 43.74[n 2] \| \| 2021 \| Juegos Olímpicos \| Tokio \| 24.º (s.) \| 200 m \| 23.19 \| \| 2022 \| Campeonato Mundial \| Eugene \| 5.ª \| 4 × 100 m \| 42.58 \| \| 2022 \| Campeonato de Europa \| Múnich \| 12.ª (sf.) \| 100 m \| 11.40 \| \| 2022 \| Campeonato de Europa \| Múnich \| 4.ª \| 4 × 100 m \| 43.03 \| \| 2023 \| Campeonato de Europa en Pista Cubierta \| Estambul \| 8.ª \| 60 m \| 7.28 \| \| 2023 \| Juegos Europeos \| Chorzów \| 4.ª \| 100 m \| 11.25 \| \| 2023 \| Juegos Europeos \| Chorzów \| Medalla de bronce \| 4 × 100 m \| 43.13 \| \| 2023 \| Campeonato Mundial \| Budapest \| 21.ª (sf.) \| 100 m \| 11.25 \| \| 2023 \| Campeonato Mundial \| Budapest \| 13.ª (sf.) \| 200 m \| 22.60 \| \| 2023 \| Campeonato Mundial \| Budapest \| 11.ª (s.) \| 4 × 100 m \| 42.96 \| \| 2024 \| Campeonato de Europa \| Roma \| 7.ª \| 200 m \| 22.93 \| \| 2024 \| Campeonato de Europa \| Roma \| 5.ª \| 4 × 100 m \| 42.84 \| \| 2025 \| Campeonato de Europa en Pista Cubierta \| Apeldoorn \| 16.ª (sf.) \| 60 m \| 7.22 \| \| 2025 \| Relevos Mundiales \| Cantón (China) \| Medalla de plata \| 4 × 100 m \| 42.28[n 3] \| \| 2025 \| Campeonato de Europa por Equipos \| Madrid \| 2.º [n 4] \| 4 × 100 m \| 42.11 \| \| 2025 \| Campeonato de Europa por Equipos \| Madrid \| 1.º [n 4] \| 200 m \| 22.19 EL \| | Representando a España \| Año \| Competición \| Sede \| Puesto \| Prueba \| Marca \| \| ---- \| -------------------------------------- \| -------------- \| ----------------- \| --------- \| ---------- \| \| 2016 \| Campeonato Europeo Juvenil \| Tiflis \| 4.º \| 200 m \| 24.13 \| \| 2017 \| Campeonato Mundial Sub-18 \| Nairobi \| Medalla de plata \| 200 m \| 23.61 \| \| 2017 \| Campeonato Europeo Sub-20 \| Grosseto \| 7.º \| 4 × 100 m \| 45.33 \| \| 2018 \| Campeonato Mundial Sub-20 \| Tampere \| 11.º (sf.) \| 200 m \| 23.70 \| \| 2018 \| Campeonato de Europa \| Berlín \| 19.º (s.) \| 200 m \| 23.92 \| \| 2019 \| Campeonato de Europa en pista cubierta \| Glasgow \| 26.º (s.) \| 60 m \| 7.41 \| \| 2019 \| Campeonato Europeo Sub-20 \| Borås \| Medalla de bronce \| 100 m \| 11.59[n 1] \| \| 2019 \| Campeonato Europeo Sub-20 \| Borås \| DQ (f.) \| 4 × 100 m \| -- \| \| 2019 \| Campeonato Europeo por Equipos \| Bydgoszcz \| 4.º \| 100 m \| 11.61 \| \| 2019 \| Campeonato Europeo por Equipos \| Bydgoszcz \| 5.º \| 4 × 100 m \| 43.94 \| \| 2021 \| Campeonato de Europa Sub-23 \| Tallin \| 4.º \| 100 m \| 11.52 \| \| 2021 \| Campeonato de Europa Sub-23 \| Tallin \| Medalla de plata \| 4 × 100 m \| 43.74[n 2] \| \| 2021 \| Juegos Olímpicos \| Tokio \| 24.º (s.) \| 200 m \| 23.19 \| \| 2022 \| Campeonato Mundial \| Eugene \| 5.ª \| 4 × 100 m \| 42.58 \| \| 2022 \| Campeonato de Europa \| Múnich \| 12.ª (sf.) \| 100 m \| 11.40 \| \| 2022 \| Campeonato de Europa \| Múnich \| 4.ª \| 4 × 100 m \| 43.03 \| \| 2023 \| Campeonato de Europa en Pista Cubierta \| Estambul \| 8.ª \| 60 m \| 7.28 \| \| 2023 \| Juegos Europeos \| Chorzów \| 4.ª \| 100 m \| 11.25 \| \| 2023 \| Juegos Europeos \| Chorzów \| Medalla de bronce \| 4 × 100 m \| 43.13 \| \| 2023 \| Campeonato Mundial \| Budapest \| 21.ª (sf.) \| 100 m \| 11.25 \| \| 2023 \| Campeonato Mundial \| Budapest \| 13.ª (sf.) \| 200 m \| 22.60 \| \| 2023 \| Campeonato Mundial \| Budapest \| 11.ª (s.) \| 4 × 100 m \| 42.96 \| \| 2024 \| Campeonato de Europa \| Roma \| 7.ª \| 200 m \| 22.93 \| \| 2024 \| Campeonato de Europa \| Roma \| 5.ª \| 4 × 100 m \| 42.84 \| \| 2025 \| Campeonato de Europa en Pista Cubierta \| Apeldoorn \| 16.ª (sf.) \| 60 m \| 7.22 \| \| 2025 \| Relevos Mundiales \| Cantón (China) \| Medalla de plata \| 4 × 100 m \| 42.28[n 3] \| \| 2025 \| Campeonato de Europa por Equipos \| Madrid \| 2.º [n 4] \| 4 × 100 m \| 42.11 \| \| 2025 \| Campeonato de Europa por Equipos \| Madrid \| 1.º [n 4] \| 200 m \| 22.19 EL \| | Representando a España \| Año \| Competición \| Sede \| Puesto \| Prueba \| Marca \| \| ---- \| -------------------------------------- \| -------------- \| ----------------- \| --------- \| ---------- \| \| 2016 \| Campeonato Europeo Juvenil \| Tiflis \| 4.º \| 200 m \| 24.13 \| \| 2017 \| Campeonato Mundial Sub-18 \| Nairobi \| Medalla de plata \| 200 m \| 23.61 \| \| 2017 \| Campeonato Europeo Sub-20 \| Grosseto \| 7.º \| 4 × 100 m \| 45.33 \| \| 2018 \| Campeonato Mundial Sub-20 \| Tampere \| 11.º (sf.) \| 200 m \| 23.70 \| \| 2018 \| Campeonato de Europa \| Berlín \| 19.º (s.) \| 200 m \| 23.92 \| \| 2019 \| Campeonato de Europa en pista cubierta \| Glasgow \| 26.º (s.) \| 60 m \| 7.41 \| \| 2019 \| Campeonato Europeo Sub-20 \| Borås \| Medalla de bronce \| 100 m \| 11.59[n 1] \| \| 2019 \| Campeonato Europeo Sub-20 \| Borås \| DQ (f.) \| 4 × 100 m \| -- \| \| 2019 \| Campeonato Europeo por Equipos \| Bydgoszcz \| 4.º \| 100 m \| 11.61 \| \| 2019 \| Campeonato Europeo por Equipos \| Bydgoszcz \| 5.º \| 4 × 100 m \| 43.94 \| \| 2021 \| Campeonato de Europa Sub-23 \| Tallin \| 4.º \| 100 m \| 11.52 \| \| 2021 \| Campeonato de Europa Sub-23 \| Tallin \| Medalla de plata \| 4 × 100 m \| 43.74[n 2] \| \| 2021 \| Juegos Olímpicos \| Tokio \| 24.º (s.) \| 200 m \| 23.19 \| \| 2022 \| Campeonato Mundial \| Eugene \| 5.ª \| 4 × 100 m \| 42.58 \| \| 2022 \| Campeonato de Europa \| Múnich \| 12.ª (sf.) \| 100 m \| 11.40 \| \| 2022 \| Campeonato de Europa \| Múnich \| 4.ª \| 4 × 100 m \| 43.03 \| \| 2023 \| Campeonato de Europa en Pista Cubierta \| Estambul \| 8.ª \| 60 m \| 7.28 \| \| 2023 \| Juegos Europeos \| Chorzów \| 4.ª \| 100 m \| 11.25 \| \| 2023 \| Juegos Europeos \| Chorzów \| Medalla de bronce \| 4 × 100 m \| 43.13 \| \| 2023 \| Campeonato Mundial \| Budapest \| 21.ª (sf.) \| 100 m \| 11.25 \| \| 2023 \| Campeonato Mundial \| Budapest \| 13.ª (sf.) \| 200 m \| 22.60 \| \| 2023 \| Campeonato Mundial \| Budapest \| 11.ª (s.) \| 4 × 100 m \| 42.96 \| \| 2024 \| Campeonato de Europa \| Roma \| 7.ª \| 200 m \| 22.93 \| \| 2024 \| Campeonato de Europa \| Roma \| 5.ª \| 4 × 100 m \| 42.84 \| \| 2025 \| Campeonato de Europa en Pista Cubierta \| Apeldoorn \| 16.ª (sf.) \| 60 m \| 7.22 \| \| 2025 \| Relevos Mundiales \| Cantón (China) \| Medalla de plata \| 4 × 100 m \| 42.28[n 3] \| \| 2025 \| Campeonato de Europa por Equipos \| Madrid \| 2.º [n 4] \| 4 × 100 m \| 42.11 \| \| 2025 \| Campeonato de Europa por Equipos \| Madrid \| 1.º [n 4] \| 200 m \| 22.19 EL \| | Representando a España \| Año \| Competición \| Sede \| Puesto \| Prueba \| Marca \| \| ---- \| -------------------------------------- \| -------------- \| ----------------- \| --------- \| ---------- \| \| 2016 \| Campeonato Europeo Juvenil \| Tiflis \| 4.º \| 200 m \| 24.13 \| \| 2017 \| Campeonato Mundial Sub-18 \| Nairobi \| Medalla de plata \| 200 m \| 23.61 \| \| 2017 \| Campeonato Europeo Sub-20 \| Grosseto \| 7.º \| 4 × 100 m \| 45.33 \| \| 2018 \| Campeonato Mundial Sub-20 \| Tampere \| 11.º (sf.) \| 200 m \| 23.70 \| \| 2018 \| Campeonato de Europa \| Berlín \| 19.º (s.) \| 200 m \| 23.92 \| \| 2019 \| Campeonato de Europa en pista cubierta \| Glasgow \| 26.º (s.) \| 60 m \| 7.41 \| \| 2019 \| Campeonato Europeo Sub-20 \| Borås \| Medalla de bronce \| 100 m \| 11.59[n 1] \| \| 2019 \| Campeonato Europeo Sub-20 \| Borås \| DQ (f.) \| 4 × 100 m \| -- \| \| 2019 \| Campeonato Europeo por Equipos \| Bydgoszcz \| 4.º \| 100 m \| 11.61 \| \| 2019 \| Campeonato Europeo por Equipos \| Bydgoszcz \| 5.º \| 4 × 100 m \| 43.94 \| \| 2021 \| Campeonato de Europa Sub-23 \| Tallin \| 4.º \| 100 m \| 11.52 \| \| 2021 \| Campeonato de Europa Sub-23 \| Tallin \| Medalla de plata \| 4 × 100 m \| 43.74[n 2] \| \| 2021 \| Juegos Olímpicos \| Tokio \| 24.º (s.) \| 200 m \| 23.19 \| \| 2022 \| Campeonato Mundial \| Eugene \| 5.ª \| 4 × 100 m \| 42.58 \| \| 2022 \| Campeonato de Europa \| Múnich \| 12.ª (sf.) \| 100 m \| 11.40 \| \| 2022 \| Campeonato de Europa \| Múnich \| 4.ª \| 4 × 100 m \| 43.03 \| \| 2023 \| Campeonato de Europa en Pista Cubierta \| Estambul \| 8.ª \| 60 m \| 7.28 \| \| 2023 \| Juegos Europeos \| Chorzów \| 4.ª \| 100 m \| 11.25 \| \| 2023 \| Juegos Europeos \| Chorzów \| Medalla de bronce \| 4 × 100 m \| 43.13 \| \| 2023 \| Campeonato Mundial \| Budapest \| 21.ª (sf.) \| 100 m \| 11.25 \| \| 2023 \| Campeonato Mundial \| Budapest \| 13.ª (sf.) \| 200 m \| 22.60 \| \| 2023 \| Campeonato Mundial \| Budapest \| 11.ª (s.) \| 4 × 100 m \| 42.96 \| \| 2024 \| Campeonato de Europa \| Roma \| 7.ª \| 200 m \| 22.93 \| \| 2024 \| Campeonato de Europa \| Roma \| 5.ª \| 4 × 100 m \| 42.84 \| \| 2025 \| Campeonato de Europa en Pista Cubierta \| Apeldoorn \| 16.ª (sf.) \| 60 m \| 7.22 \| \| 2025 \| Relevos Mundiales \| Cantón (China) \| Medalla de plata \| 4 × 100 m \| 42.28[n 3] \| \| 2025 \| Campeonato de Europa por Equipos \| Madrid \| 2.º [n 4] \| 4 × 100 m \| 42.11 \| \| 2025 \| Campeonato de Europa por Equipos \| Madrid \| 1.º [n 4] \| 200 m \| 22.19 EL \| | Representando a España \| Año \| Competición \| Sede \| Puesto \| Prueba \| Marca \| \| ---- \| -------------------------------------- \| -------------- \| ----------------- \| --------- \| ---------- \| \| 2016 \| Campeonato Europeo Juvenil \| Tiflis \| 4.º \| 200 m \| 24.13 \| \| 2017 \| Campeonato Mundial Sub-18 \| Nairobi \| Medalla de plata \| 200 m \| 23.61 \| \| 2017 \| Campeonato Europeo Sub-20 \| Grosseto \| 7.º \| 4 × 100 m \| 45.33 \| \| 2018 \| Campeonato Mundial Sub-20 \| Tampere \| 11.º (sf.) \| 200 m \| 23.70 \| \| 2018 \| Campeonato de Europa \| Berlín \| 19.º (s.) \| 200 m \| 23.92 \| \| 2019 \| Campeonato de Europa en pista cubierta \| Glasgow \| 26.º (s.) \| 60 m \| 7.41 \| \| 2019 \| Campeonato Europeo Sub-20 \| Borås \| Medalla de bronce \| 100 m \| 11.59[n 1] \| \| 2019 \| Campeonato Europeo Sub-20 \| Borås \| DQ (f.) \| 4 × 100 m \| -- \| \| 2019 \| Campeonato Europeo por Equipos \| Bydgoszcz \| 4.º \| 100 m \| 11.61 \| \| 2019 \| Campeonato Europeo por Equipos \| Bydgoszcz \| 5.º \| 4 × 100 m \| 43.94 \| \| 2021 \| Campeonato de Europa Sub-23 \| Tallin \| 4.º \| 100 m \| 11.52 \| \| 2021 \| Campeonato de Europa Sub-23 \| Tallin \| Medalla de plata \| 4 × 100 m \| 43.74[n 2] \| \| 2021 \| Juegos Olímpicos \| Tokio \| 24.º (s.) \| 200 m \| 23.19 \| \| 2022 \| Campeonato Mundial \| Eugene \| 5.ª \| 4 × 100 m \| 42.58 \| \| 2022 \| Campeonato de Europa \| Múnich \| 12.ª (sf.) \| 100 m \| 11.40 \| \| 2022 \| Campeonato de Europa \| Múnich \| 4.ª \| 4 × 100 m \| 43.03 \| \| 2023 \| Campeonato de Europa en Pista Cubierta \| Estambul \| 8.ª \| 60 m \| 7.28 \| \| 2023 \| Juegos Europeos \| Chorzów \| 4.ª \| 100 m \| 11.25 \| \| 2023 \| Juegos Europeos \| Chorzów \| Medalla de bronce \| 4 × 100 m \| 43.13 \| \| 2023 \| Campeonato Mundial \| Budapest \| 21.ª (sf.) \| 100 m \| 11.25 \| \| 2023 \| Campeonato Mundial \| Budapest \| 13.ª (sf.) \| 200 m \| 22.60 \| \| 2023 \| Campeonato Mundial \| Budapest \| 11.ª (s.) \| 4 × 100 m \| 42.96 \| \| 2024 \| Campeonato de Europa \| Roma \| 7.ª \| 200 m \| 22.93 \| \| 2024 \| Campeonato de Europa \| Roma \| 5.ª \| 4 × 100 m \| 42.84 \| \| 2025 \| Campeonato de Europa en Pista Cubierta \| Apeldoorn \| 16.ª (sf.) \| 60 m \| 7.22 \| \| 2025 \| Relevos Mundiales \| Cantón (China) \| Medalla de plata \| 4 × 100 m \| 42.28[n 3] \| \| 2025 \| Campeonato de Europa por Equipos \| Madrid \| 2.º [n 4] \| 4 × 100 m \| 42.11 \| \| 2025 \| Campeonato de Europa por Equipos \| Madrid \| 1.º [n 4] \| 200 m \| 22.19 EL \| |
| Año | Competición | Sede | Puesto | Prueba | Marca |
| --- | --- | --- | --- | --- | --- |
| 2016 | Campeonato Europeo Juvenil | Tiflis | 4.º | 200 m | 24.13 |
| 2017 | Campeonato Mundial Sub-18 | Nairobi | Medalla de plata | 200 m | 23.61 |
| 2017 | Campeonato Europeo Sub-20 | Grosseto | 7.º | 4 × 100 m | 45.33 |
| 2018 | Campeonato Mundial Sub-20 | Tampere | 11.º (sf.) | 200 m | 23.70 |
| 2018 | Campeonato de Europa | Berlín | 19.º (s.) | 200 m | 23.92 |
| 2019 | Campeonato de Europa en pista cubierta | Glasgow | 26.º (s.) | 60 m | 7.41 |
| 2019 | Campeonato Europeo Sub-20 | Borås | Medalla de bronce | 100 m | 11.59 |
| 2019 | Campeonato Europeo Sub-20 | Borås | DQ (f.) | 4 × 100 m | -- |
| 2019 | Campeonato Europeo por Equipos | Bydgoszcz | 4.º | 100 m | 11.61 |
| 2019 | Campeonato Europeo por Equipos | Bydgoszcz | 5.º | 4 × 100 m | 43.94 |
| 2021 | Campeonato de Europa Sub-23 | Tallin | 4.º | 100 m | 11.52 |
| 2021 | Campeonato de Europa Sub-23 | Tallin | Medalla de plata | 4 × 100 m | 43.74 |
| 2021 | Juegos Olímpicos | Tokio | 24.º (s.) | 200 m | 23.19 |
| 2022 | Campeonato Mundial | Eugene | 5.ª | 4 × 100 m | 42.58 |
| 2022 | Campeonato de Europa | Múnich | 12.ª (sf.) | 100 m | 11.40 |
| 2022 | Campeonato de Europa | Múnich | 4.ª | 4 × 100 m | 43.03 |
| 2023 | Campeonato de Europa en Pista Cubierta | Estambul | 8.ª | 60 m | 7.28 |
| 2023 | Juegos Europeos | Chorzów | 4.ª | 100 m | 11.25 |
| 2023 | Juegos Europeos | Chorzów | Medalla de bronce | 4 × 100 m | 43.13 |
| 2023 | Campeonato Mundial | Budapest | 21.ª (sf.) | 100 m | 11.25 |
| 2023 | Campeonato Mundial | Budapest | 13.ª (sf.) | 200 m | 22.60 |
| 2023 | Campeonato Mundial | Budapest | 11.ª (s.) | 4 × 100 m | 42.96 |
| 2024 | Campeonato de Europa | Roma | 7.ª | 200 m | 22.93 |
| 2024 | Campeonato de Europa | Roma | 5.ª | 4 × 100 m | 42.84 |
| 2025 | Campeonato de Europa en Pista Cubierta | Apeldoorn | 16.ª (sf.) | 60 m | 7.22 |
| 2025 | Relevos Mundiales | Cantón (China) | Medalla de plata | 4 × 100 m | 42.28 |
| 2025 | Campeonato de Europa por Equipos | Madrid | 2.º | 4 × 100 m | 42.11 |
| 2025 | Campeonato de Europa por Equipos | Madrid | 1.º | 200 m | 22.19 EL |

1. ↑  11.43  Sub-20 en series
2. ↑  43.50  Sub-23 en semifinal
3. ↑  42.18 en series
4. 1 2  En esta competición no se entregan medallas por las pruebas individuales.

## Marcas personales
| Prueba         | Marca | Viento | Lugar  | Fecha               |
| -------------- | ----- | ------ | ------ | ------------------- |
| 100 metros     | 11.10 | -0.1   | Madrid | 23 de julio de 2023 |
| 200 metros     | 22.19 | +0.85  | Madrid | 29 de junio de 2025 |
| 4 × 100 metros | 42.11 | --     | Madrid | 28 de junio de 2025 |

| Prueba     | Marca | Lugar    | Fecha                 |
| ---------- | ----- | -------- | --------------------- |
| 60 metros  | 7.18  | Orense   | 17 de febrero de 2024 |
| 200 metros | 23.40 | Sabadell | 12 de enero de 2024   |

## Récords
En la actualidad, Jaël Bestué posee once récords de España en distintas categorías.

### Récords y mejores marcas españolas

#### Récords absolutos
- 200 m (22.19)
- Relevo 4 × 100 m (42.11, con Esperança Cladera, Paula Sevilla y Maribel Pérez)

#### Mejores marcas sub-23
- 100 m (11.19)
- 200 m (23.01)
- Relevo 4 × 100 m (43.50, con Aitana Rodrigo, Eva Santidrián y Carmen Marco)

#### Récords sub-20
- 60 m (7.32)
- 100 m (11.43)
- 200 m (23.31)
- 200 m short track (23.67)
- Relevo 4 × 100 m (44.66, con Elena Daniel, María Vicente y Aitana Rodrigo)

#### Mejores marcas sub-18
- 200 m (23.61)
- 200 m short track (24.01)